# Lista över Kubas politbyrå 1997
Detta är en lista över medlemmarna i Kubas kommunistiska partis politbyrå, valda oktober 1997
- Fidel Castro, 1:e sekreterare
- Raul Castro, 2:e sekreterare
- Ricardo Alarcón de Quesada
- Juan Almeida Bosque
- José Ramón Balaguer Cabrera
- Concepción Campa Huergo
- Julio Casas Regueiro
- Leopoldo Cintra Frías
- Abelardo Colome Ibarra
- Misael Enamorado Dager
- Ramón Espinosa Martín
- Yadira García Vera
- Alfredo Jordán Morales
- Carlos Lage Dávila
- Esteban Lazo Hernández
- José Ramón Machado Ventura
- Marcos Javier Portal León
- Abel Prieto Jiménez
- Ulises Rosales del Toro
- Juan Carlos Robinson Agramonte
- Pedro Saez Montejo
- Pedro Ross Leal
- Jorge Luis Sierra López